# Káptalanfüred
Het dorp Káptalanfüred ligt in Hongarije, in het Veszprém comitaat. Het dorp ligt aan de oostkant van het Balatonmeer tussen Alsóörs en Balatonalmádi, op een kilometer van elkaar.
Káptalanfüred heeft een 900 m² groot strandbad. Een geel gemarkeerd voetpad loopt naar het uitzichtpunt Szabadság. Van uit deze oostelijk gelegen badplaatsen ziet men het schiereiland Tihany liggen, maar verder ziet men de waterhorizon van het meer, als men vanhieruit naar westelijke richting kijkt.